# Maurerbach (Isel)
Der Maurerbach ist ein Gletscherbach und ein linker Zufluss der Isel in der Venedigergruppe der Hohen Tauern in Osttirol.
Er entspringt dem Maurerkees in rund 2720 m ü. A. und fließt anschließend in südlicher Richtung durch das Maurertal. Dabei nimmt er von rechts den Simonybach vom Simonykees und den Malhambach vom Nördlichen und Südlichen Malhamkees auf. Bei Ströden im Virgental mündet er nach rund 9,5 km von links in die Isel.
Das Einzugsgebiet des Maurerbachs beträgt 31,7 km², davon sind 8,99 km² (28 %) vergletschert (Stand 1988).
Der höchste Punkt im Einzugsgebiet ist die Westliche Simonyspitze mit 3473 m ü. A.
Der Maurerbach ist weitgehend naturbelassen und weist abgesehen vom untersten Abschnitt einen sehr guten ökologischen Zustand auf.